# Tarachodes severini
Tarachodes severini es una especie de mantis de la familia Tarachodidae.

## Distribución geográfica
Se encuentra en Camerún y el Congo.